# Coalemos
Na mitologia grega, Coalemos (em grego: Κοάλεμος; romaniz.: Koálemos) é um um daemon que personificava a estupidez e a insensatez citado duas vezes em fontes primárias. Uma por Aristófanes na obra Os Cavaleiros e outra por Plutarco em Vidas Paralelas.
O nome Κοάλεμος supostamente teria se originado das palavras κοέω (romaniz.: koeô, assistir ou perceber) e ἡλεός  (romaniz.: eleôs, insensato, louco). No entanto essa etimologia não é comprovada. 

## Ligações Externas
- Os Cavaleiros de Aristófanes na Wikisource (em inglês)
- Os Cavaleiros de Aristófanes na Perseus Library (em grego)